# Djevojački institut na Cetinju
Djevojački institut na Cetinju  (orig. na crnogorskom Đevojački institut) specijalizirani učilišni zavod za djevojčice u Knjaževini - Kraljevini Crnoj Gori osnovan 1869. godine, radio (s prekidom zbog ratova 1876. – 1878.) do 1913. godine.
Crnogorsko patrijarhalno društvo je 1860-ih s nepovjerenjem prihvaćalo pojavu Djevojačkoga instituta, jer je surova i herojska tradicija oblikovala javno mnjenje s točno definiranom ulogom žene kao majke, stuba obitelji, te bespogovornoga sljedbenika supruga-ratnika ( takve su žene, vjerne pratilje, nazivane "stopanice" - one koje u stopu, poput sjene, samozatajne, slijede svoga supruga).
No, već su prve Crnogorke koje su završile Djevojački institut najbolje demantirale podozrenje okolice jer su po svemu služile za primjer.
Nastavni plan i program Djevojačkog instituta bio je propisan Ustavom učilišta iz 1870. – 1871. a proširen 1872. Po ovom propisu školovanje je trajalo četiri godine "dva razreda po dvije godine", kasnije (1884. – 1885.) je dopunjen programom za šestogodišnje školovanje. Najprije je tijekom školovanja favorizirano učenje stranih jezika, ruskog i francuskog, a slijede vještine ručnoga veza, glazbe, odgoja djece, te lijepoga ponašanja. U konačnom je školovanje trajalo sedam godina. 
Predmeti su bili: Zakon Božji, Maternji jezik, Ruski jezik, Francuski jezik, Matematika, Realije (zemljopis, historija, botanika, mineralogija, zoologija, fizika i kemija), Tehnika (ženski ručni vez, domaćinstvo, kaligrafija, crtanje, pjevanje, gimnastika, glazba), te Pedagogika (psihologija, logika, znanost o odgoju i metodika).
Za potrebe Djevojačkoga instituta kralj Nikola I. Petrović, koji je bio zaštitnik ovoga učilišta, doveo je kvalificirano osoblje iz inozemstva, pogavito iz Rusije. Četiri su ravnateljice bile Ruskinje, i to: Nadežda Petrovna Pacevič, Natalija Ljvovna Mesaroš, Julija Andrijanova Lopuhina i Sofija Petrovna Mertavago.
Ukupno je 110 crnogorskih djevojaka u periodu 1868. – 1888. završilo učilište dok je u periodu 1888. – 1913. godine popisano 252 imena svršenih učenica Djevojačkoga instituta na Cetinju.

## Vanjske poveznice
Ženski institut na Cetinju